# Pemiscot megye
Pemiscot megye az Amerikai Egyesült Államokban, azon belül Missouri államban található. Megyeszékhelye és legnagyobb városa Caruthersville. Lakosainak száma 15 661 fő (2020. április 1.). Pemiscot megye New Madrid, Mississippi, Dunklin, Lake és Dyer megyékkel határos.

## Népesség
A megye népességének változása:
| Lakosok száma | 18 255 | 18 209 | 18 134 | 17 823 | 17 482 | 15 661 |
|               | 2010   | 2011   | 2012   | 2013   | 2015   | 2020   |